# Haplostoma alba
Haplostoma alba – gatunek widłonoga z rodziny Botryllophilidae. Opisał go w 1868 roku francuski zoolog Charles-Eugène Hesse, nadając mu nazwę Cryptopodus albus.